# 죽은 인터넷 이론
죽은 인터넷 이론(영어: Dead Internet theory)은 오늘날 인터넷이 대부분 알고리즘 큐레이션을 통한 인터넷 봇 활동과 절차적으로 생성된 컨텐츠로 구성되어 있으며 인간 활동을 밀어내고 있다고 주장하는 온라인 음모론이다. 이 음모론에 대한 지지자들은 정부 기관이 봇을 이용해 대중 여론을 조작하며, 인터넷이 '죽은' 날짜는 2016년에서 2017년경이라고 주장한다.

## 기원과 발전
죽은 인터넷 이론이라는 개념은 2010년대 후반부터 2020년대 초에 부상하기 시작했다. 이 음모론의 첫 시작점은 정확히 알 수 없지만, 인터넷 포럼 사이트인 'Agora Road's Macintosh Cafe'에 2021년 개시된 스레드 글 "Dead Internet Theory: Most Of The Internet Is Fake"을 '죽은 인터넷 이론(Dead Internet Theory)'이라는 용어가 쓰인 최초의 사례로 본다. 하지만 인터넷 봇 활동에 대한 논의와 토론은 이 이전부터 온라인 포럼, 기술 회담과 학계에서 이루어졌다.
죽은 인터넷 이론은 인터넷 복잡성 증대, 인터넷의 취약한 기반 시설 의존도, 사이버 공격 취약성, 그리고 가장 중요한 인공지능 능력과 이용량의 지수함수적 성장의 영향을 받았다. 이 음모론은 인터넷 의존도와 연관된 위험성에 관심이 많은 기술 애호가, 연구원, 미래주의자들의 매력적인 토론 주제가 되었다. 또한 많은 커버리지와 인지도가 높은 유튜브 채널에서 이를 다루기 시작하면서 더 대중들에게 알려지기 시작했다. 죽은 인터넷 이론은 디 애틀랜틱지에서 "Maybe You Missed It, but the Internet 'Died' Five Years Ago"라고 보도하면서 더 유명해졌다. 이 기사는 죽은 인터넷 이론에 대한 다른 기사에서 많이 인용되었다.

## 주장 및 증거

### 대형 언어 모델
GPT는 인공 신경망을 이용하여 인간과 유사한 컨텐츠를 만들어내는 대형 언어 모델이다. 첫 모델은 오픈AI가 개발해냈다. 이 모델은 엄청난 논란을 불러왔다. 코펜하겐 미래학 연구소(Copenhagen Institute for Futures Studies)의 Timothy Shoup는 "GPT-3가 '탈주'하는 시나리오에서는 인터넷이 완전히 인식 불가능한 상태가 될 것이다."라 하였다. 또한 그는 이러한 시나리오 하에서 2025년부터 2030년이 되면 인터넷상의 컨텐츠 99%에서 99.9%를 봇이 생성할 것이라 하였다. 이 예측은 죽은 인터넷 이론에 대한 증거물로 쓰인다.

#### 챗GPT
ChatGPT는 일반 대중에게 죽은 인터넷 이론에 대한 관심을 일으킨 AI 챗봇이다. ChatGPT가 알려진 이후 일반적인 인터넷 이용자들도 AI의 힘을 알게 되었다. 이 기술은 인터넷이 AI가 만들어낸 컨텐츠로 가득 차고 사람이 직접 만든 컨텐츠를 밀어낼 것이라는 우려를 낳았다.

### 임퍼바 2016년 봇 트래픽 보고서
2016년 미국의 컴퓨터 보안 기업인 임퍼바(Imperva)는 봇 트래픽이 전체 웹 트래픽의 52%를 차지하며 인간 트래픽보다 더 많다는 보고서를 발표하였다. 죽은 인터넷 이론 신봉자들은 이 보고서를 음모론에 대한 증거로 사용한다.

### 트위터

#### "I hate texting" 트윗
트위터의 몇몇 계정이 "i hate texting i just want to hold ur hand"나 "i hate texting just come live with me"와 같이 "I hate texting"이라는 문구 뒤에 다른 문구를 넣어 트윗하고는 좋아요 수천개를 받았다. 많은 사람들이 이를 봇 계정 활동으로 의심하였으며, 죽은 인터넷 이론의 증거라 주장된다.

#### 일론 머스크의 트위터 인수
일론 머스크의 트위터 인수 후 봇이 운영하는 사용자 계정 비율의 증폭현상이 주요 논쟁거리가 되었다. 머스크는 수익 창출 가능 일간 사용자(monetizable daily active users, mDAU)의 5% 미만이 봇이라는 트위터 측 주장을 반박했다. 머스크는 Cybra사에게 트위터 계정 중 어느 정도가 봇인지 추정하라고 하였고, 한 연구에서는 13.7%, 다른 연구에서는 11%라는 추정치가 나왔다. 이 봇 계정이 트위터 컨텐츠 불균형의 원인이라고 주장했다. 죽은 인터넷 이론 신봉자들은 이 사건을 음모론의 증거로 사용한다.

### 유튜브

#### 전도 (The Inversion)
동영상이 신뢰도가 높은 것처럼 보이고 더 많은 사람들이 시청하게 만들기 위해서 가짜 유튜브 조회수를 올리는 온라인 마켓이 존재한다. 이러한 가짜 조회수 문제가 심각하여 어떤 엔지니어는 유튜브의 알고리즘이 가짜 조회수를 디폴트 값으로 인식하고 진짜 사람의 조회수를 잘못 분류할 것이라는 우려를 표하기도 하였다. 유튜브 엔지니어는 이러한 현상을 표현할 때 '전도 (The Inversion)'라는 용어를 사용한다. 'Agora Road's Macintosh Cafe'의 죽은 인터넷 이론 스레드에서 유튜브 봇과 '전도' 현상을 음모론에 대한 증거로 인용했다.

## 같이 보기
- 깨진 링크
- 로코의 바실리스크(영어판)
- 반향실 효과
- 생성형 인공지능
- 스팸봇
- 알고리즘적 과격화
- 중국어 방
- 클로즈드 플랫폼
- 튜링 테스트
- 필터 버블